# Kaveldunssläktet
Uppslagsordet Kaveldun leder hit, men det kan också vara ett bygdemålord, som avser speciellt Bredkaveldun.
Kaveldunsläktet (Typha) är ett släkte i familjen kaveldunsväxter. Släktet har 8–15 arter som förekommer i nästan hela världen. Släktet beskrevs först av Carl von Linné. I Sverige finns arterna bredkaveldun (T. latifolia) och smalkaveldun (T. angustifolia).

## Bildgalleri

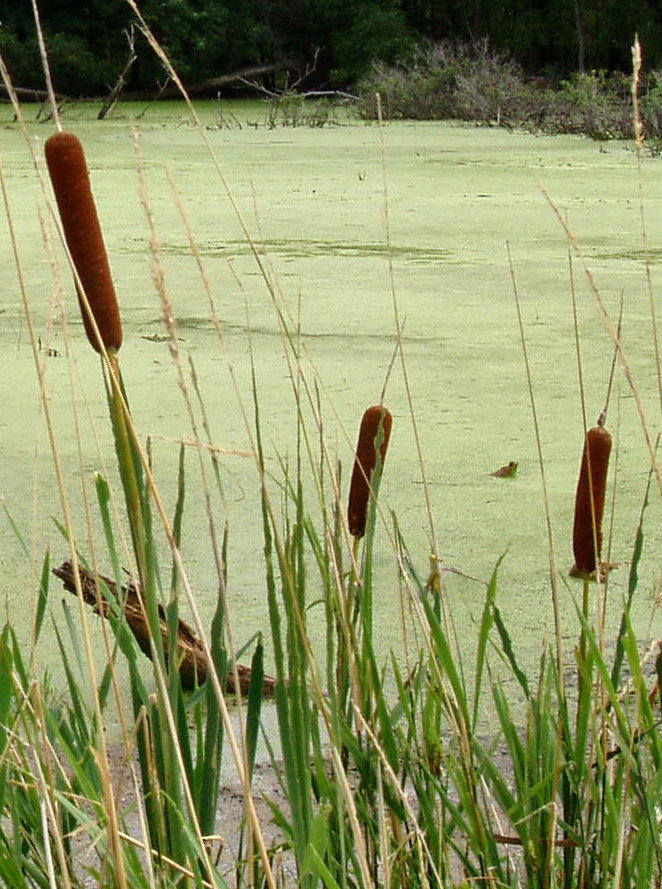
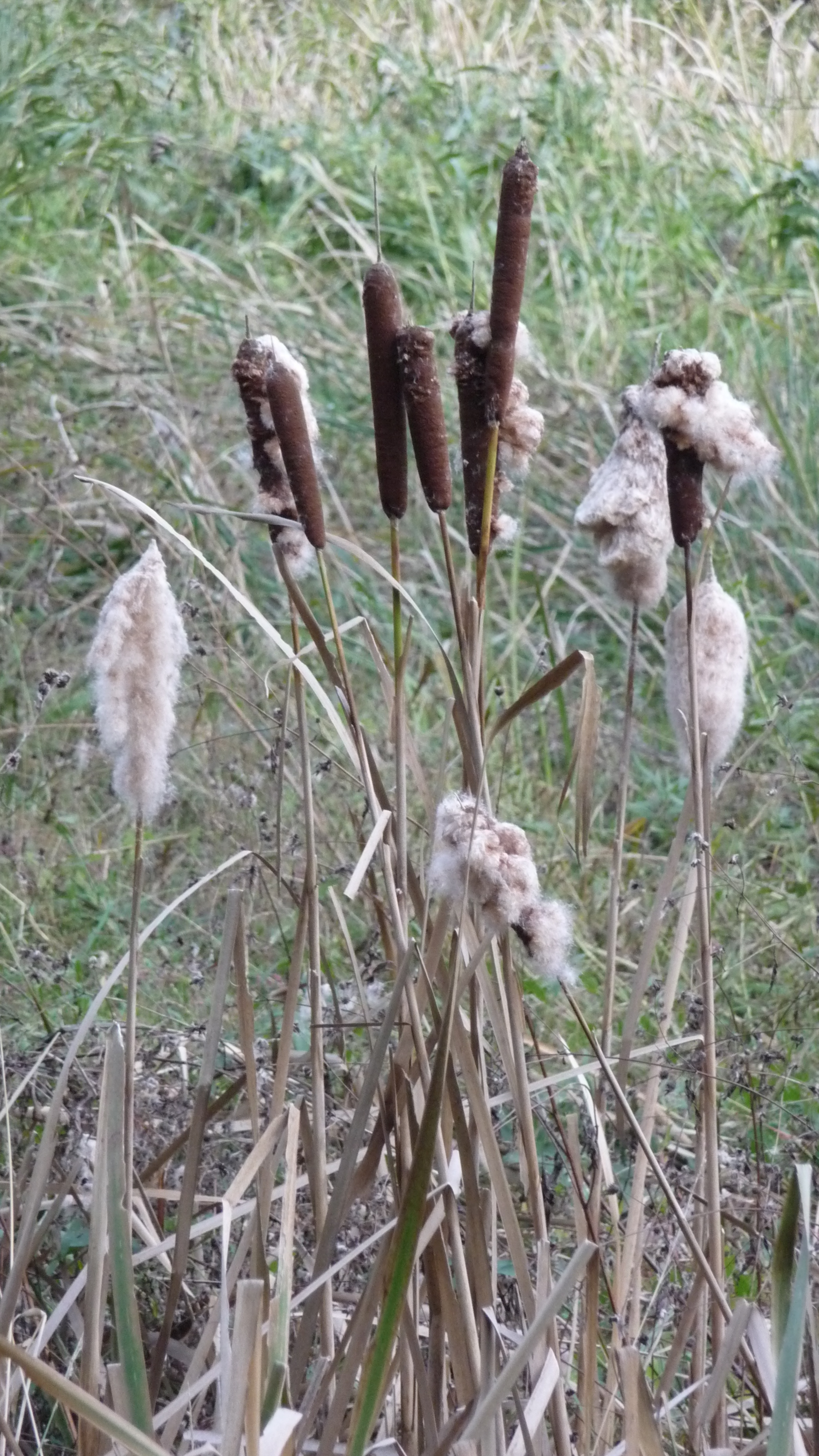

## Överlevnadsföda
Rotstockens märg innehåller ca 21 % kolhydrater. Efter skalning kan rotstocken och rotskotten ätas färska eller kokta. Kaveldun betraktas som en av de 14 viktigaste vildväxterna i en överlevnadssituation.

## Dottertaxa till Kaveldun, i alfabetisk ordning[1]
- Typha albida
- Typha alekseevii
- Typha angustifolia
- Typha argoviensis
- Typha austro-orientalis
- Typha azerbaijanensis
- Typha bavarica
- Typha capensis
- Typha caspica
- Typha changbaiensis
- Typha davidiana
- Typha domingensis
- Typha elephantina
- Typha gezei
- Typha glauca
- Typha grossheimii
- Typha incana
- Typha joannis
- Typha kalatensis
- Typha latifolia
- Typha laxmannii
- Typha lugdunensis
- Typha minima
- Typha orientalis
- Typha pallida
- Typha persica
- Typha provincialis
- Typha przewalskii
- Typha shuttleworthii
- Typha sistanica
- Typha smirnovii
- Typha subulata
- Typha suwensis
- Typha tichomirovii
- Typha turcomanica
- Typha tzvelevii
- Typha valentinii
- Typha varsobica